# Слон
Слонът е голям бозайник от семейство Слонове (Elephantidae), разред Хоботни (Proboscidea). Традиционно са признати два живи вида слонове - Африканския слон (Loxodonta africana) и Индийския слон (Elephas maximus), въпреки че според някои данни африканските слонове се делят на два отделни вида - Африкански саванен слон (Loxodonta africana) и Африкански горски слон (Loxodonta cyclotis). В естествени условия в наши дни слоновете обитават райони от Субсахарска Африка, Южна и Югоизточна Азия. Съвременните представители са единствените представители от разред Proboscidea, който е известен и с други древни гиганти от миналото като мамути и мастодонти. В миналото са съществували и значително по-малки видове — например праисторическите слонове от остров Крит, живели през плейстоцена и имащи размери на крава или голямо прасе . Мъжките африкански слонове днес са най-големите сухоземни животни и могат да достигнат височина от 4 метра и тегло от 7000 килограма. Най-масивният документиран екземпляр е отстрелян в Ангола през 1956 г., тежащ 11 тона . Слоновете имат характерни отличителни белези като наличието на хобот, който улеснява дейността на голямото тяло в процесите на дишане, хранене, терморегулация, комуникация. Резците им израстват извън устата и се наричат бивни и могат да послужат като оръжие за отбрана и съперничество, и инструменти спомагащи осигуряването на храна и важни микроелементи като накланяне на клони, прекършване на дървета, ровене или копаене. Големите ушни раковини служат в процеса на контрол на телесната температура. Африканските слонове имат по-големи уши от азиатските. Слоновете са сред най-дълго живеещите бозайници. Малките на слона се раждат с тегло около 100 kg. Износването им трае 20 – 22 месеца и е най-продължителното при бозайниците. Слоновете живеят 70 – 80 години, но отделни индивиди живеят и до 100 години.
Слоновете са растителноядни и могат да обитават разнообразни местообитания като савани, гори, пустини и блатисти местности. Придържат се в близост до водоизточници. Те се считат за основно значими видове, поради въздействието им върху средата, която обитават. Според наблюденията до 2006 г., здравите и възрастни екземпляри нямат естествени врагове , въпреки че невръстните малки или слаби възрастни индивиди могат да станат плячка на лъвове . По-сериозната заплаха за популациите от слонове са действията на бракониери и ловци. Женските индивиди формират семейни групи, които могат да се състоят от една женска с нейните малки и подрастващи или няколко родствени женски със своето потомство. Стадата се водят обикновено от най-възрастната женска, известна като матриарх. Две или повече семейни групи могат временно да се обединят в по-голяма, при което се заздравяват връзките между индивидите в групата. Мъжките индивиди напускат своята семейна група, когато навлязат в пубертета и могат да живеят сами или в стадо с други мъжки. Възрастните слонове взаимодействат със семейните групи в случаите, когато търсят партньор и влязат в състояние на повишено ниво на тестостерон. Разгонването на мъжките се демонстрира с повишена агресия, която им позволява да спечелят надмощие и достигнат репродуктивен успех. Новородените и малките слончета са център на вниманието в своите семейни групи и са зависими от своята майка до около тригодишна възраст. Отделните индивиди в стадото общуват чрез допир, зрение, обоняние и звук; слоновете използват инфразвук и сеизмична комуникация на дълги разстояния. Слоновете са символ на мъдростта в азиатските култури и са пословични с паметта и интелекта си, сравними единствено с китоподобните  и човекоподобните .
Африканските слонове са вписани като уязвим вид от Международния съюз за опазване на природата (IUCN), докато азиатският слон се класифицира като застрашен от изчезване. Една от най-големите заплахи за слонските популации е търговията със слонова кост. Други заплахи за дивите слонове включват унищожаване на местообитанията им и конфликти с местните хора. Слоновете се използват като работни животни в Азия. В миналото са били използвани по време на война, а днес те са често изложени на показ в зоологически градини и циркове. Слоновете са силно разпознаваеми животни и поради тази причина са чест обект използван от изкуство, фолклор, религия, литература и популярната култура.

## Етимология
На английски слон е „elephant“. Думата е същата или поне коренът е подобен в повечето романски и германски езици и идва от латинската дума elephas (в генитив elephantis) ("elephant"). В латински обаче тя идва от древногръцки - ἐλέφας (elephas) (в генитив ἐλέφαντος (elephantos)),, а в древногръцкия вероятно навлиза от неиндоевропейски езици, вероятно финикийския. Този факт е засвидетелстван в микенския език като e-re-pa и e-re-pa-to в Линеар Б сричков надпис. Омир използва думата като с нея нарича обаче слоновата кост, но след времето на Херодот, тя започва да се употребява и за обозначаване на животното. Думата „elephant“ навлиза в средноанглийския език като olyfaunt (около 1300 г.) и е заимствана от старофренската oliphant. В славянските езици думата има еднакво звучене. Тя е слон и идва от праславянската форма *slonъ. Произходът и обаче не е установен. Според някои учени тя има тюркоезичен произход. На суахили слонът е наричан Ndovu или Tembo. На санскрит е hastin,, а на хинди е hāthī (हाथी). Името на рода, към който спадат африканските слонове е Loxodonta и идва от гръцки, което в превод означава извити настрани зъби.

## Описание

### Физически характеристики
Слоновете са най-едрите сухоземни бозайници на планетата. Най-едър е африканският саванен слон, който достига височина 3,5-4 m, дължина 6-7 m и тегло до 7,5 тона. Азиатските слонове са по-дребни от африканските. Възрастните индивиди при индийския слон например достигат тегло 5500 - 6000 кг. Най-дребен е цейлонският слон, който достига едва 3000 кг.
Обикновено слонът ходи с 5 km/h, но може да тича с над 30 km/h. Не могат да скачат, но могат да плуват на дълги разстояния. Въпреки огромните си размери, слонът се движи почти безшумно и грациозно.
Африканският слон лесно може да бъде различен от индийския както по по-големите си размери и уши, така и по бивните, които се срещат както при мъжките индивиди, така и при женските.
В природата слоновете живеят около 60 години, а в плен до 80 години.

#### Хобот
Отличителен белег за всички слонове е техния хобот. Последният представлява мускулесто образувание, получено от срастването на горната устна с носа. Хоботът на слоновете може да побира до 10 литра вода. В него има повече от 40 000 мускула, което е повече, отколкото човек има в цялото си тяло (639). Той е едновременно здрав и много пъргав. Може да изпълнява множество задачи, от бутане на тежки дървета до вдигане на много малка клонка. Един слон използва хобота си за взимане и хвърляне на предмети, почесване на окото или ухото, пълнене с вода, която впоследствие се влива в устата, за да се пие, а също и като шнорхел, когато плува под вода. Слоновете също използват хобота си за хранене, в приятелски „мачове по борба“ с други слонове, или в истинска борба или битка, както и за правенето на заплашителни жестове.
Хоботът играе важна роля в живота на слоновете, като се използва и за проучвателен орган. Той е изключително гъвкава и може да се използва за фино докосване. При първи признаци на опасност, слона повдига хобота си, за да подуши въздуха, опитвайки се да разпознае по миризмата каква е заплахата. Хобота за слона е толкова жизненоважен за него, че би било почти невъзможно да оцелее, ако по някаква причина го повредят.

#### Окосмяване
Въпреки че слоновете обикновено се считат за неокосмени животни, африканските и азиатски слонове се раждат с гъста козина. Тя осигурява топлина за слона, обаче не му помага да усеща близките обекти които той докосва с нея. Козината на слона е най-плътна върху опашката му и по-видима по главата и гърба. Тази на опашката може да достигне дължина до 100 cm. Космите разположени около очите и ушите имат защитна цел. Освен основните си косми, слоновете имат и малки сензорни косми по тялото си. Малките слончета имат много малки и фини косъмчета, които покриват по-голямата част от тялото им. Тези косми ще се поддържат в същата плътност известно време след като слона навърши една година, но след това когато слона започне да расте козината му постепенно ще става по-тънка и по-малко видима.

#### Уши
Африканският слон има уши, които са най-малко три пъти размера на ушите на азиатските слонове. Африканският слон използва ушите си като сигнализиращи органи. Ушите също се използват за регулиране на температурата на тялото, и като защитна функция за предотвратяване на потенциални заплахи. Всяко едно ухо е уникално и различно от това на всеки друг слон. Когато слонът заема заплашителна позиция, той разперва ушите си широко от двете страни на главата си, имитирайки огромна челна площ.
Ушите на слона са изключително чувствителни. Чрез тях те могат да комуникират на големи разстояния помежду си, предупреждавайки за предстоящи опасности.
Слоновете са способни да чуват много ниски честоти, и са най-чувствителни към 1 kHz.

#### Кожа
Въпреки че слоновете принадлежат към дебелокожите видове, те всъщност имат много тънка кожа, с изключение на някои места, като отзад и отстрани, където е около 2-3 cm дебела. Тънките части на кожата са зад ушите, около очите, на гърдите, по корема и по раменете. На тези места кожата е тънка като хартия. Кожата осигурява защитна функция за всички животни, обаче при слоновете тя има и някои уникални характеристики. Слоновата кожа е много чувствителна към слънцето. Малките слончета се движат постоянно засенчени от майките си, с цел да се избегне слънчево изгаряне.
Слоновете обичат водата, обаче една от причините да се въргалят в кални езера и реки по време на жеги е необходимостта от охлаждане на тялото. Те също използват хоботите си, за да поливат с хладка вода най-изложените на слънчева светлина места по тях, като гърбовете им. Липсата на потни жлези при слоновете също е другата важна причина за да прекарват много време във вода и кал.
Слонската кожа е толкова чувствителна и богата на нерви, че слона може да усети дори и най-малката муха която излита или каца на него. Слонската кожа има много бръчки, които служат за контролиране на телесната температура при охлаждане. Бръчките увеличават площта на кожата, така че когато слона се къпе във вода, на практика той мокри повече от себе си. Когато слона излиза от водата, пукнатините и цепнатините по сбръчканата кожа помагат за задържането на влага по нея и съответно за по-бавното ѝ изсушаване.
Естественият цвят на кожата на африканския слон е сиво-черен, но всички слонове променят цвета на кожата си в зависимост от цвета на почвата в естествената им среда. И тъй като слоновете имат навик да хвърлят кал върху гърба си, то това им придава обичайното оцветяване.

### Анатомично устройство

#### Мозък
Слонът е сравнително интелигентно животно. Неговият главен мозък е по-голям, отколкото на всеки друг бозайник на земята и се намира в задната част на черепа далеч от челото. Той е около четири пъти по-голям от този на хората. Също така той е и най-големият от на всички животни, които някога са живели на земята. Малките слончета се раждат с мозъци, с размери около 35% от масата на мозъка на възрастните.
Теглото на мозъка на мъжки африкански слон е около 4,2-5,4 кг, а това на женски – 3,6-4,3 кг. Въпреки че женския мозък е по-малък от мъжкия, това не предполага, че мъжкия е по-интелигентен от женската. Напротив, проучвания показват, че женските слонове са наравно или дори по-интелигентни, отколкото мъжките. Като се вземе предвид факта, че женските слонове обикновено са по-малки от колкото мъжките, то мозъчната маса пропорционално на размера на тялото на слона показва по-голям женски мозък.

#### Сетивна система
Зрението на слона не е толкова добро, колкото това на хората, обаче обонянието им е в пъти по-добро. Слонове имат остро чувство за мирис, което те използват за комуникация, заедно с другите си сетива, като зрение, допир, слух и невероятната им способност за усещане на вибрации. Слухът на слона улавя звукови вълни и под човешкия праг на чуваемост. Те общуват помежду си, чрез високи и ниски честоти. Ниската честота, която звучи като тътен, я използват за да предупредят други слонове на дълги разстояния за сегашната ситуация, а високата честота звучи като тръбене или пръхтене, и се използва за комуникация на близки разстояния.
Естествения език за комуникация на слоновете включва използване на главата, хобота, ушите и опашката. Визуалната комуникация включва движения на главата, устата, бивните и хобота. Например, когато се чувства застрашен, женския слон прави себе си да изглежда по-голям, като държи главата си високо, а ушите си разперени. Слонът използва хобота си за да подуши въздуха или пода, обикновено в търсене за петна от урина или уринни пътеки.
Един слон ще използва своите бивни, за да провокира агресия, или за да повдигне малко слонче от земята. Триенето на ушите едно в друго демонстрира привързаност. Настроението на животното може да се опише в зависимост от това как слонът се движи и кои части от тялото си използва. Такива настроения и движения на тялото показват дали слона е ядосан, щастлив, развълнуван или тъжен.

## Начин на живот и хранене
Слоновете се движат на стада, предвождани от най-старата и опитна слоница. Когато се почувстват застрашени, могат да станат изключително опасни. Слоновете са растителноядни. За да поддържат огромната си маса, те имат нужда от стотици килограми растителна храна дневно, както и от огромни количества вода, което създава проблеми по време на сухия период. Слонът консумира по 225 кг. храна на ден и по 160 литра вода. Жадните животни буквално пресушават последните останали водни ресурси.

## Размножаване
Социалният живот на слониците се върти около размножаване и отглеждане на малките. Младите женски достигат полова зрялост на около тринадесетгодишна възраст. Еструсът продължава няколко дни, като се демонстрира със специфична миризма, сигнали и специални покани. Женските предпочитат по-големи, по-силни и особено, по-възрастни мъжки. Такава репродуктивна стратегия води до увеличаване на шансовете за оцеляване на потомството.
Бременността продължава двадесет и два месеца, майката ражда малко с тегло около 115 kg и височина над 75 cm. Слоновете имат много дълъг процес на индивидуално развитие и обучение на малките. Сходно на други високоинтелигентни видове, те се раждат с по-малко инстинкти за преживяемост. За сметка на това, разчитат на родителите, които ги обучават дълъг период от време. Днес обаче в резултат на бракониерство и ограничаване на местообитанията в стадата се ограничава броя на възрастните екземпляри. В резултат на това в стадото остават млади и неопитни слонове, които не могат да обучат пълноценно новото поколение. Последиците от това за следващото поколение са неизвестни.
Новороденото слонче обикновено е център на внимание за членовете на стадото. Възрастните и повечето от останалите млади се събират около новороденото, докосват го и го галят с хоботи. Бебето се ражда почти сляпо и за опознаването на заобикалящия го свят първоначално разчита изцяло на своя хобот.
Слоновете в стадото са свързани помежду си като участват в грижата и закрилата на младите. След първоначалното вълнение, майката обикновено избира няколко свои помощнички, които са ангажирани целодневно в грижите за новороденото. Тези женски наблюдават и се грижат за малкото, в случаите когато майката е заета с други неща или не може да наблюдава пряко своята рожба. Колкото повече помощнички има една слоница, толкова по-голям е шанса малкото да оцелее. Женските ходят с младите, помагат им в случай на падане или затъване в калта. В същото време съвместните грижи за малкото позволяват на майката да отделя повече време в хранене и набавяне на питателна храна, а от там и осигуряване на кърма.

## Хората и слоновете
Поради високия си естествен прираст, населението на африканските и южноазиатските страни нараства с високи темпове. Това води до непрекъснатото унищожаване на естествените местообитания на слоновете. Така срещите между хора и слонове стават все по-чести. По официални данни слоновете са сред животните, които годишно убиват най-много хора. Вината за това не е в слоновете, а в хората, които непрекъснато ограничават ареала на големите бозайници.
Същевременно обаче популациите на слоновете са застрашени заради бракониерството и унищожаването на естествените им местообитания. Докато популациите на африканските слонове наброяват между 400 000 и 600 000 слона, то азиатските слонове на свобода са едва около 90 000.
За разлика от африканските и суматренските слонове, индийските и цейлонските са опитомени от човека и се използват за селскостопански животни в редица страни в южна Азия. В миналото опитомените слонове са се използвали и във войните. Наричат слоновете „танковете на античността“. Армиите на кралствата в Югоизточна Азия са имали редици от бойни слонове. С помощта на тази „жива тежка артилерия“ са се издигнали могъщи държави като Маурийската и Моголската империи в Индия, Кхмерската империя в Индокитай и др. По време на похода си към Индия Александър Македонски се сблъскал с бойните слонове в армията на делхийския раджа. Великият картагенски военачалник Ханибал Барка също използвал бойни слонове в похода си към Рим. Той транспортирал слоновете през Алпите, в резултат на което доста от тях загинали от студа, но оцелелите слонове участвали в битката при Кана, при която римските легиони били напълно разбити.
Според проучване на проф. Джан Ли от Пекинския педагогически университет в Китай, все по-често се раждат слонове без бивни и те са напът да се превърнат в нов вид. Причините за това са промени на генно ниво в резултат на преследването на мъжките слонове заради бивните им. В последните години броят на азиатските слонове в Китай, носители на ген, който пречи на бивните да растат, се е увеличил двойно (от 2-5 % на 5-10 %).
| „             | Колкото по-големи бивни има един мъжки слон, толкова е по-голяма вероятността той да бъде застрелян от бракониери. Затова оцеляват слоновете без бивни, запазвайки своя специфичен ген в еволюцията на вида | “ |
| проф. Джан Ли | |   |

Подобна тенденция в еволюцията на слоновете се наблюдава още в Индия и Африка. Поради убийствата на мъжките слонове заради техните бивни, съотношението женски към мъжки се е променило от идеалното 2:1 на 4:1 в Китай и на 100:1 в Индия.

## Допълнителни сведения
Издава инфразвук, за да общува със себеподобните си. Тези звуци са с честота под човешкия праг на чуване и хората не могат да ги доловят. Ушите на слона са широки над 120 cm. Когато му е горещо, той ги размахва, за да се охлади. Слоновете не се потят. Те използват големите си уши за охлаждане. В хобота на слона няма кости — има четири големи мускулни групи, които го правят достатъчно силен за да чупи клони.